# ASC Bacău
L'ACS Gauss Bacău è una società calcistica con sede a Bacău, Romania.
Fondato nel 2006 da un gruppo di amici che si ritrovavano per giocare in campi sintetici, Mesagerul Bacău nacque grazie alla loro intenzione di giocare un calcio organizzato. L'attività sportiva prese avvio nella stagione 2006/2007 nel quadro della Liga a V-a dove la squadrà riuscì un ottimo terzo posto, grazie al quale partecipò alla fase di play-off senza però passare nella Liga a IV-a. Più fortunata è stata la stagione successiva, Mesagerul Bacău finendo il campionato al primo posto essendo così promosso nella serie superiore. Anche nella quarta divisione, grazie a un ottimo rollino di marcia la squadra vinse subito la sua serie, venendo però sconfitta ai play-off ai rigori contro la FC Dumitresti, 3-5.
Nella stagione 2009/2010 è arrivata la promozione nella Liga a III-a e nello stesso anno cambiò nome in Sport Club Bacău.
Nella terza divisione la squadra ha trascorso 3 anni riuscendo nella stagione 2012/2013 la promozione in Liga a II-a.

## Organico

### Rosa
| N. |                           | Ruolo | Calciatore         |
| -- | ------------------------- | ----- | ------------------ |
|    | Romania (bandiera)        | P     | Vlad Știrbu        |
|    | Romania (bandiera)        | P     | Ioan Savu          |
|    | Romania (bandiera)        | P     | Răzvan Petrariu    |
|    | Romania (bandiera)        | D     | Ionuț Barculeț     |
|    | Romania (bandiera)        | D     | Cosmin Blanaru     |
|    | Romania (bandiera)        | D     | Lucian Dumitriu    |
|    | Romania (bandiera)        | D     | Paul Medesan       |
|    | Romania (bandiera)        | D     | Andrei Popa        |
|    | Romania (bandiera)        | D     | Răzvan Adascaliței |
|    | Costa d'Avorio (bandiera) | C     | Moussa Bamba       |
|    | Romania (bandiera)        | C     | Constantin Carp    |

| N. |                    | Ruolo | Calciatore        |
| -- | ------------------ | ----- | ----------------- |
|    | Romania (bandiera) | C     | Cătălin Costin    |
|    | Romania (bandiera) | C     | Denis Husein      |
|    | Romania (bandiera) | C     | Radu Sascău       |
|    | Romania (bandiera) | C     | Cătălin Strugariu |
|    | Romania (bandiera) | C     | Andrei Întuneric  |
|    | Romania (bandiera) | C     | Adrian Hurdubei   |
|    | Romania (bandiera) | P     | Bogdan Ungureanu  |
|    | Romania (bandiera) | P     | Ionuț Vasiliu     |
|    | Romania (bandiera) | P     | Gabriel Predoiu   |
|    | Romania (bandiera) | P     | Mocanu Adrian     |
|    | Romania (bandiera) | P     | Toma Gabriel      |